# Nvidia Drive
Nvidia Drive is een computerplatform van Nvidia, gericht op het bieden van zelfrijdende en/of assistentiefuncties op basis van deep learning kunstmatige intelligentie. Het platform werd geïntroduceerd op de Consumer Electronics Show (CES) in Las Vegas in januari 2015. Een verbeterde versie, de Drive PX 2, werd een jaar later in januari 2016 geïntroduceerd.

## Maxwell gebaseerd
De eerste van Nvidia's autonome chips die werden aangekondigd in 2015 zijn gebaseerd op de Maxwell GPU-microarchitectuur.

### Drive CX
De Drive CX was gebaseerd op een enkele Tegra X1 SoC en werd op de markt gebracht als een digitale cockpitcomputer, om een rijke dashboard-, navigatie- en multimedia-ervaring te bieden. Persberichten van Nvidia meldden dat het Drive CX-bord met een Tegra K1 of een Tegra X1 uitgerust kan zijn.

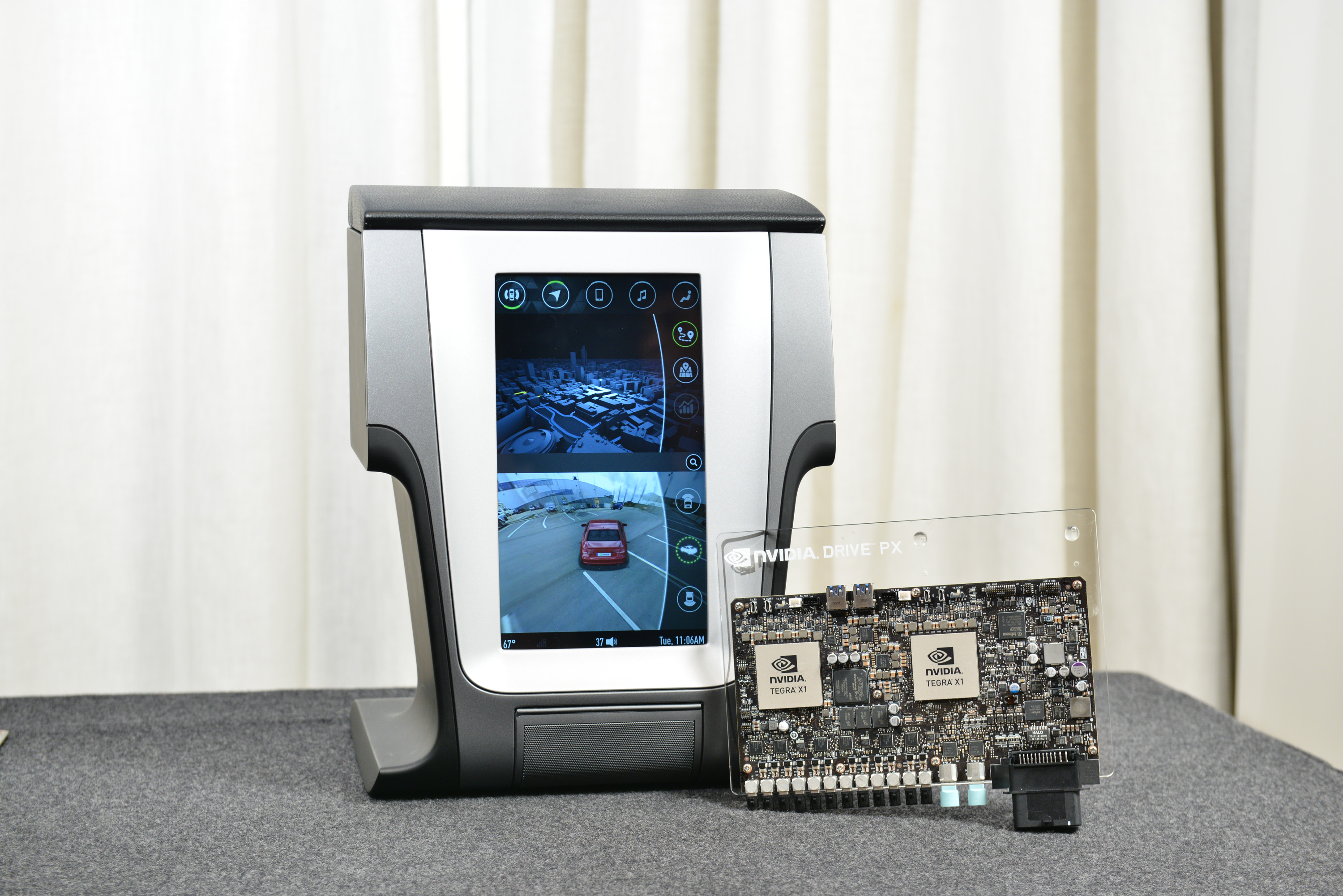
Een Nvidia Drive PX tentoongesteld

### Drive PX
De eerste versie van Drive PX is gebaseerd op twee Tegra X1 SoC's en was een eerste ontwikkelingsplatform gericht op (semi-)autonoom rijdende auto's.

## Pascal gebaseerd
Drive PX-platforms gebaseerd op de Pascal GPU-microarchitectuur werden voor het eerst aangekondigd in 2016. Hier werd een nieuwe versie van Drive PX aangekondigd, en deze was beschikbaar in meerdere configuraties.

### Drive PX 2
De Nvidia Drive PX 2 is gebaseerd op een of twee Tegra X2 SoC's waarbij elke SoC 2 Denver-cores, 4 ARM A57-cores en een GPU van de Pascal-generatie bevat. Er zijn twee configuraties mogelijk:
- voor AutoCruise: 1× Tegra X2 + 1 Pascal GPU
- voor AutoChauffeur: 2× Tegra X2 + 2 Pascal GPU's

Verder gaat het voorstel van Nvidia over volledig autonoom kunnen rijden door middel van het combineren van meerdere eenheden van de AutoChauffeur en het verbinden van deze borden met bijv. UART, CAN, LIN, FlexRay, USB, 1 Gbit Ethernet of 10 Gbit Ethernet. Voor elk afgeleid en aangepast PCB-ontwerp is verder de optie beschikbaar om de Tegra X2-processors via een PCIe-bus te koppelen.
Alle voertuigen van Tesla die vanaf medio oktober 2016 zijn geproduceerd, bevatten een Drive PX 2, die wordt gebruikt voor neurale netwerkverwerking om Enhanced Autopilot en volledige zelfrijdende functionaliteit mogelijk te maken. Het demonteren van de op Nvidia gebaseerde besturingseenheid van Tesla-auto's toonde aan dat een Tesla een aangepaste single-chip Drive PX 2 AutoCruise gebruikte, met een GP106 GPU toegevoegd als een MXM-module.

## Volta gebaseerd
Systemen gebaseerd op de Volta GPU-microarchitectuur werden voor het eerst aangekondigd in 2017.

### Drive PX Xavier
Het eerste op Volta gebaseerde Drive PX-systeem werd op CES 2017 aangekondigd als de Xavier AI Car Supercomputer. Het werd opnieuw gepresenteerd op CES 2018 als Drive PX Xavier. Eerste rapporten van de Xavier SoC suggereerden een enkele chip met vergelijkbare verwerkingskracht als het Drive PX 2 Autochauffeur-systeem. In 2017 werden de prestaties van het op Xavier gebaseerde systeem echter later naar boven bijgesteld, tot 50% beter dan het Drive PX 2 AutoChauffeur-systeem. Drive PX Xavier zou 30 INT8 TOPS aan prestaties moeten leveren terwijl hij slechts 30 watt aan stroom verbruikt. Dit verspreidt zich over twee verschillende eenheden; de iGPU met 20 INT8 TOPS en de nieuw geïntroduceerde DLA die nog eens 10 INT8 TOPS leverde.

### Drive PX Pegasus
In oktober 2017 kondigden Nvidia en partners het Drive PX Pegasus-systeem aan, gebaseerd op twee Xavier CPU/GPU-apparaten en twee post-Volta (Turing) generatie GPU's. De bedrijven verklaarden dat het Drive PX-systeem van de derde generatie in staat zou zijn om autonoom rijden op niveau 5 mogelijk te maken. Deze opstelling zou in totaal 320 INT8 TOPS aan AI-rekenkracht kunnen bereiken en heeft een TDP van 500 watt.

## Ampere gebaseerd
Systemen gebaseerd op de Ampere GPU-microarchitectuur werden voor het eerst aangekondigd in 2019.

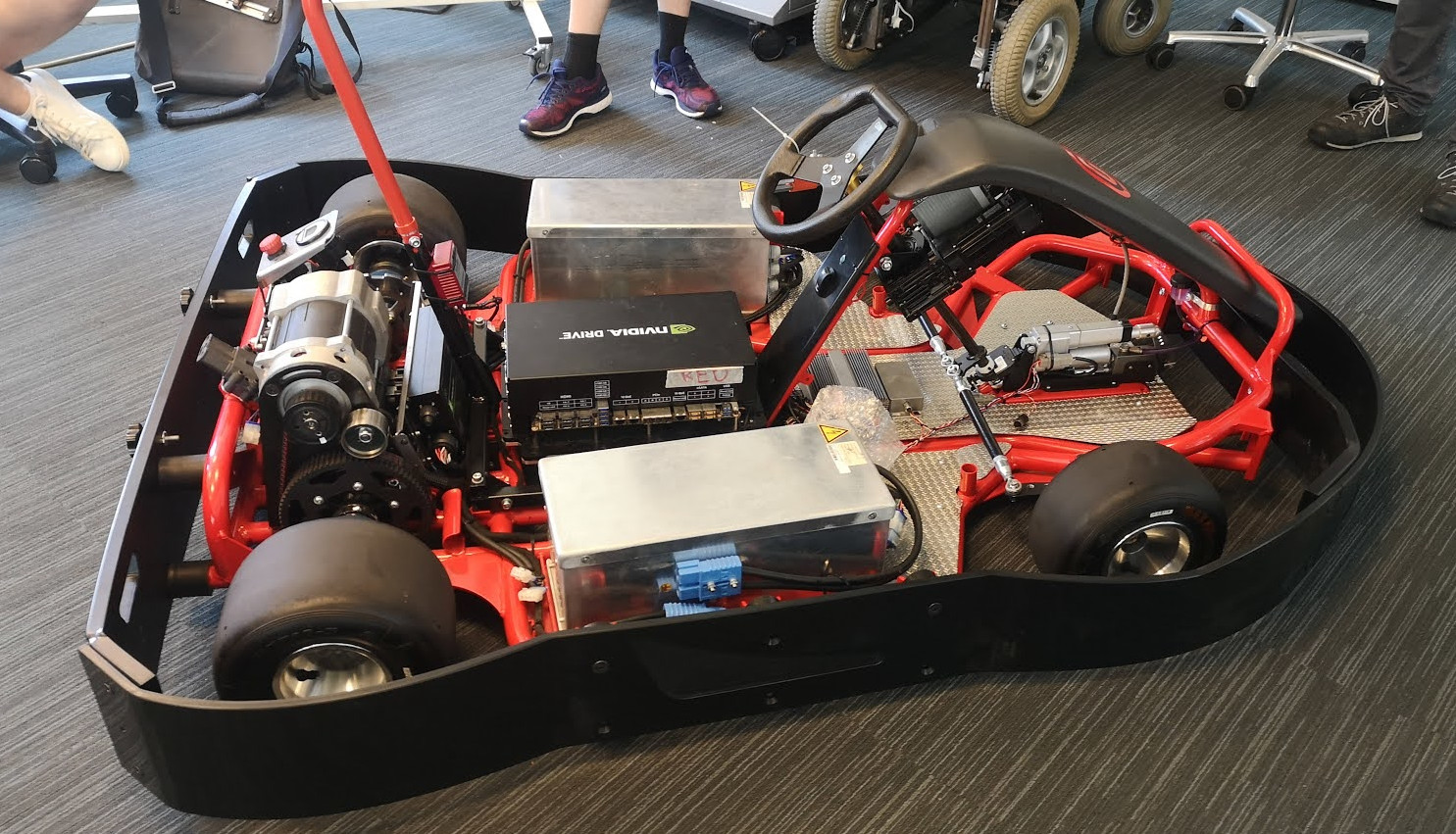
Een elektrische kart, uitgerust met een Drive AGX-ontwikkelsysteem.

### Drive AGX Orin
De Drive AGX Orin-reeks werd aangekondigd op 18 december 2019 tijdens GTC China 2019. Op 14 mei 2020 kondigde Nvidia aan dat Orin de nieuwe Ampere GPU-microarchitectuur zou gaan gebruiken. In 2022 zou de module beschikbaar moeten zijn voor productie. Vervolgvarianten zullen naar verwachting worden uitgerust met chipmodellen en/of modules uit de Tegra Orin SoC.